# Ka (pharaông)
Ka, còn gọi là Sekhem Ka (?—3100 TCN), là pharaon Thượng Ai Cập thời Tiền triều đại thuộc triều 0. Ka có thể trị vì ở Abydos vào cuối thế kỷ 32 hoặc đầu thế kỷ 31 TCN. Chiều dài của triều đại của ông là không rõ. Ông được xem là người kế vị của Iry-Hor và là tiên vương của Narmer. Thông qua nhiều hiện vật, ông được xem là vua Ai Cập đầu tiên có tên serekh. Ông qua đời khoảng năm 3100 TCN và được mai táng ở Umn el-Qa'ab.

## Tên gọi
Việc đọc chính xác tên gọi của Ka cũng chưa chắc chắn. Một tấm bia có khắc tên ông và một vài biểu tượng, serekh của nhà vua. Tấm bia cho hiện ra chữ "Sekhen" mà nghĩa của nó là: "nắm lấy như thế" hơn là tên Ka. Nó được cho là tên khai sinh của vua Narmer. Do tên của ông không được rõ ràng, nhà Ai Cập học là Ludwig David Morenz đọc và dịch thành "vua vũ khí".

## Trị vì
Ông trị vì vào nửa cuối thế kỷ 32 TCN và được chôn cất tại Umm el-Qa'ab. Ông có lẽ là người kế thừa ngay lập tức của vua Iry-Hor và đã kế tục thành công bởi Narmer hoặc bởi Scorpion II. Ông là người được biết đến như là vua Ai Cập sớm nhất được ghi trong các serekh khắc trên một số đồ tạo tác. Căn cứ vào các di vật khảo cổ, các nhà khảo cổ phán đoán nhà vua Ka có thể đã cai trị ở lãnh thổ Thượng Ai Cập rộng lớn, kéo dài từ Adaima ở Thượng Ai Cập và ở phía bắc trong Tarkhan, Helwan, Tell Ibrahim Awad, Wadi Tumilat và xa về phía bắc Tel Lod ở Nam Levant.
Số lượng hiện vật mang serekh của ông được tìm thấy bên ngoài Abydos nhiều hơn người tiền nhiệm, chứng tỏ sự ảnh hưởng ngày càng tăng của nhà vua ở Thượng Ai Cập, có một số cuộc chinh phạt mở rộng lãnh thổ dưới thời Ka.
Sau khi Ka qua đời, Scorpion II có lẽ sẽ kế vị.

## Ngôi mộ
Mộ của vua Ka được chôn ở Umm el-Qa'ab thuộc vùng Abydos. Mộ được Petrie tìm ra năm 1902, với cấu trúc gồm hai căn phòng lớn với nhiều căn buồng, hai viện. Ở hai căn phòng lớn, họ tìm thấy hơn 40 chữ tượng hình được khắc trên lọ gốm và các con dấu. Ở căn phòng kế tiếp là có ngôi mộ của Iry-Hor và Narmer. Hơn nữa, bên trong khu lăng mộ cấu thành hình chữ "U" nối nghĩa trang và các ngôi mộ, chứng tỏ Ka là người kế tục Iry-Hor và được Narmer kế nhiệm.